# DTM 2009
DTM 2009 kördes över 10 omgångar.

## Delsegrare
| Datum        | Bana         | Vinnare        | Märke    |
| ------------ | ------------ | -------------- | -------- |
| 17 maj       | Hockenheim   | Tom Kristensen | Audi     |
| 31 maj       | Lausitzring  | Gary Paffett   | Mercedes |
| 28 juni      | Norisring    | Jamie Green    | Mercedes |
| 19 juli      | Zandvoort    | Gary Paffett   | Mercedes |
| 2 augusti    | Oschersleben | Timo Scheider  | Audi     |
| 16 augusti   | Nürburgring  | Martin Tomczyk | Audi     |
| 6 september  | Brands Hatch | Paul di Resta  | Mercedes |
| 20 september | Barcelona    | Timo Scheider  | Audi     |
| 11 oktober   | Dijon        | Gary Paffett   | Mercedes |
| 25 oktober   | Hockenheim   | Gary Paffett   | Mercedes |

## Slutställning
| Plats | Förare            | Märke    | Poäng |
| ----- | ----------------- | -------- | ----- |
| 1     | Timo Scheider     | Audi     | 64    |
| 2     | Gary Paffett      | Mercedes | 59    |
| 3     | Paul di Resta     | Mercedes | 45    |
| 4     | Bruno Spengler    | Mercedes | 41    |
| 5     | Mattias Ekström   | Audi     | 41    |
| 6     | Martin Tomczyk    | Audi     | 35    |
| 7     | Jamie Green       | Mercedes | 27    |
| 8     | Tom Kristensen    | Audi     | 21    |
| 9     | Oliver Jarvis     | Audi     | 18    |
| 10    | Markus Winkelhock | Audi     | 11    |
| 11    | Ralf Schumacher   | Mercedes | 9     |
| 12    | Maro Engel        | Mercedes | 8     |
| 13    | Alexandre Prémat  | Audi     | 6     |
| 14    | Mike Rockenfeller | Audi     | 4     |
| 15    | Mathias Lauda     | Mercedes | 1     |